# میان‌پرده‌های دلسوز
میان‌پرده‌های دلسوز یک مجموعه تلویزیونی به کارگردانی محمدرضا پاسدار است که در دههٔ ۶۰ از شبکه یک پخش شد. این مجموعه شامل میان‌پرده‌های طنزآمیز دربارهٔ آب، برق، نان و مسائل روزمره دیگر بود.

## بازیگران
- احمد مندوب هاشمی
- نیاز سلیمی
- شاپور شهیدی
- محمد شیری
- بهروز مقدم